# Дусмуротов, Сардорбек Махмадиёр угли
Сардорбек Махмадиёр угли Дусмуротов (род. 13 марта 1993 года) - узбекский тяжелоатлет.

## Карьера
На юниорском чемпионате Азии 2011 года Сардорбек завоевал бронзовую медаль (142+178=320) в категории до 94 кг. В следующем году становится шестым на юниорском чемпионате мира (150+195=345), а на чемпионате Азии среди юниоров в категории до 105 кг становится вторым (155+203=358).
В 2013 году дебютирует на взрослом чемпионате мира, но конкуренции маститым штангистам не создаёт. Сардорбек с результатом 160 +	205	= 365 становится 12-м.
На Азиатских играх 2014 года становится бронзовым призёром в категории до 105 кг. Его результат 170	+ 221 = 391 кг.
На чемпионате мира 2014 года с результатом 167+219=386 кг становится одиннадцатым. 
А на  чемпионате мира 2015 года завоёвывает бронзу в толчке (228 кг), но за счёт слабого результата в рывке (166 кг) становится лишь десятым.
На чемпионате Азии 2016 года завоевал бронзу.